# Thomas Aage Herz
Thomas Aage Herz (* 20. April 1938 in Norrköping, Schweden; † 25. November 1995 in Köln) war Professor für Soziologie an der Universität Siegen.

## Leben
Herz verbrachte seine Schulzeit in Schweden, Brasilien und Australien und legte das Abitur 1959 in Schweden ab. Sein Vater Hermann Herz war 1938 aus Wien nach Brasilien emigriert. Die Familie kehrte später nach einer Zeit in Sydney nach Schweden zurück. Von 1959 bis 1960 absolvierte Thomas Herz dort seinen Militärdienst und war von Mai bis November 1960 als Freiwilliger in dem VIII. schwedischen UN-Bataillon in Gaza und im Kongo im Einsatz.
Von 1961 bis 1967 studierte Herz Soziologie, insbesondere bei René König, und schloss das Examen als Diplomvolkswirt sozialwissenschaftlicher Richtung ab. Das Studium setzte er in den Fächern Soziologie, Sozialpsychologie und Volkswirtschaft fort und promovierte am 6. Juli 1973 bei Erwin Scheuch mit einer Arbeit zum Thema Soziale Bedingungen für Rechtsextremismus in der Bundesrepublik Deutschland und in den Vereinigten Staaten. Von 1967 bis 1977 hatte er eine wissenschaftliche Assistentenstelle am Zentralarchiv für empirische Sozialforschung der Universität zu Köln inne.
Seit 1977 bis zu seinem Tod am 25. November 1995 lehrte er als Professor für Soziologie mit besonderem Schwerpunkt empirische Sozialforschung an der Universität Siegen. Während dieser Zeit nahm er Gastprofessuren am Europäischen Hochschulinstitut in Florenz, an der Maison des Sciences de l’Homme in Paris, am Department of Sociology der University of Houston, Texas, und am Connecticut College in New London wahr.
Seit 1966 bis zu seinem Tod war Thomas Herz mit der Richterin Ruth Herz verheiratet. Sie haben zwei Kinder: Manuel Herz und Daniela Herz.
Die Deutsche Gesellschaft für Soziologie verleiht seit 2014 den von Claudia und Trutz von Trotha gestifteten Thomas A. Herz-Preis für Qualitative Sozialforschung.

## Arbeitsgebiete
Thomas Herz hat sich in seinen frühen Arbeiten mit quantitativen Methoden der empirischen Sozialforschung Fragen der sozialen Ungleichheit und des Wertewandels in der Bundesrepublik Deutschland gewidmet. In seinen späteren Arbeiten, auch verbunden mit einem DFG-Projekt, hat er sich zunehmend mit der politischen Kultur befasst. Er prägte den Begriff der „Basiserzählung“, der im Kontext der Forschung zu kollektiven Gedächtnissen wichtig geworden ist. Im Zentrum seiner Forschungen standen die Veränderungen der politischen Kultur nach 1945, die er anhand öffentlich ausgetragener Konflikte über die NS-Vergangenheit untersuchte.

## Publikationen (Auswahl)
- Soziale Bedingungen für Rechtsextremismus in der Bundesrepublik Deutschland und in den Vereinigten Staaten. Meisenheim und Glan 1975.
- Europa in der öffentlichen Meinung. Zur politischen Mobilisierung in Deutschland und Frankreich zwischen 1962 und 1977. Bonn 1978.
- Berufliche Mobilität in der Bundesrepublik. Frankfurt am Main 1979 (zusammen mit Maria Wieken-Mayser).
- Klassen – Schichten – Mobilität. Stuttgart 1983.
- Jahresbände der Dokumentation Empirische Sozialforschung hg. Zusammen mit Hagen Stegemann (von 1968–1976).
- Der Wandel von Wertvorstellungen in westlichen Industriegesellschaften. In: Kölner Zeitschrift für Soziologie und Sozialpsychologie. Band 31, 1979, S. 282–302.
- Thomas Herz und Michael Schwab-Trapp: Umkämpfte Vergangenheit. Diskurse über den Nationalsozialismus seit 1945. Opladen 1997.
- Wertwandel: Immunisierung und Abschottung (Antwort auf Inglehart). In: Kölner Zeitschrift für Soziologie und Sozialpsychologie. Band 33, 1981, S. 197–198.
- Werte, sozio-politische Konflikte und Generationen. Eine Überprüfung der Theorie des Postmaterialismus. In: Zeitschrift für Soziologie. Band 16, 1987, S. 56–69.
- Nur ein Historikerstreit? Die Soziologen und der Nationalsozialismus. In: Kölner Zeitschrift für Soziologie und Sozialpsychologie. Band 39, 1987, S. 560–570.
- Politische Konflikte, Wertwandel und Modernisierung. In: Heinz Otto Luthe und Heiner Meulemann (Hrsg.): Wertwandel – Faktum oder Fiktion? Frankfurt und New York 1988, S. 48–72.
- Werte und Wertwandel in Israel. In: Rainer Albertz und Gerhard Hufnagel (Hrsg.): 40 Jahre Israel. Bilanz einer Utopie. Bochum 1989, S. 140–169.
- Rechtsextreme Parteien und die Reaktion der Gesellschaft. In: Sozialwissenschaftliche Information. Band 20, 1991, S. 236–240.
- Politische Kultur im neuen Staat. Eine Kritik der aktuellen Forschung. In: PROKLA. Zeitschrift für kritische Sozialwissenschaften. 23. Jahrgang, Heft 91, Nr. 2, S. 231–250 (frei zugängliche PDF-Datei).
- Die „Basiserzählung“ und die NS-Vergangenheit. Zur Veränderung der politischen Kultur in Deutschland. In: Thomas A. Herz und Michael Schwab-Trapp (Hrsg.): Umkämpfte Vergangenheit. Diskurse über den Nationalsozialismus seit 1945. Westdeutscher Verlag, Opladen 1997, S. 249–265.